# Базаревич, Сергей Валерианович
Серге́й Валериа́нович Базаре́вич (род. 16 марта 1965, Москва) — советский и российский баскетболист и тренер, игравший на позиции разыгрывающего защитника. Заслуженный мастер спорта России. В 1994 году Базаревич подписал контракт с клубом «Атланта Хокс», став первым россиянином в НБА.

## Игровая карьера
Начал профессиональную карьеру в 1983 году, выступая за ЦСКА вплоть до сезона 1987/88. С сезона 1988/89 выступал за «Динамо» (Москва) до 1991/92.
В сезоне 1992/93 переехал в Турцию, подписав контракт с «Йылдырымспором». В сезоне 1993/94 играл за турецкий «Тофаш».
Проявив себя на чемпионате Европы 1993 и чемпионате мира 1994, где вошёл в символические сборные турниров, привлёк к себе внимание клубов НБА.
Дебютировал в НБА в 1994 году, сыграв за «Атланта Хокс» десять матчей, в которых набирал в среднем по три очка. После разрыва контракта перешёл в «Касерес» (Испания).
Вернулся в «Динамо» в сезоне 1995/96. В сезоне 1996/97 вернулся в ЦСКА. В 1997—1998 годах играл за турецкий «Тюрк Телеком». Разорвав контракт в конце сезона, снова присоединился к ЦСКА. Сезон 1998/99 начал, играя в низших лигах чемпионата России (провёл несколько матчей за «Химки», выступавшие тогда в Высшей лиге), в конце декабря перешёл в итальянский клуб «Гориция» (1998/99). В сезоне 1999/2000 играл за греческий ПАОК (Салоники).
Сезон 2000/01 провёл за клуб «Санкт-Петербургские львы», созданный исключительно для участия в престижном европейском турнире Евролига ULEB. Группа, в которой предстояло играть «Львам», была довольно сильной, что предопределило печальный итоговый результат. Одержав лишь две победы в 10 матчах, «Львы» прекратили существование.
В 2001 году Евгений Гомельский вместе с Сергеем Базаревичем обратились в Центральный совет общества «Динамо» к его председателю Владимиру Проничеву за поддержкой, и тот способствовал возрождению клуба «Динамо». Всего за год возрождённая команда «Динамо» с президентом Евгением Гомельским и играющим тренером Сергеем Базаревичем прошла путь из Суперлиги Б (второй по значимости дивизион), где стала чемпионом, в высший дивизион российского баскетбольного первенства — Суперлигу А. Выступал за «Динамо» до сезона 2002/03.

## Карьера тренера
Базаревич начал тренерскую деятельность в 2001 году в качестве играющего тренера московского «Динамо», сумев за год вернуть клуб в высший дивизион российского баскетбола. С 2004 по 2007 год Сергей Базаревич успел поработать с молодёжной командой московского ЦСКА и клуба «ЦСК ВВС-Самара» и основным составом клуба «Стандарт» (Тольятти), пока в 2007 году не вернулся на свой пост в московском «Динамо». В 2008 году Базаревич пополнил список достижений бронзой чемпионата России.
К концу сезона 2010/11 «Динамо» лишилось возможности поддерживать деятельность основной команды, и Сергей Базаревич возглавил «Красные крылья». За три сезона во главе самарской команды стал победителем Кубка вызова ФИБА 2012/13 и Кубка России 2011/12 и 2012/13. По окончании сезона 2013/14 Базаревич покинул клуб.
В июле 2014 года подписал трёхлетнее соглашение с краснодарским «Локомотив-Кубань». Перед командой стояли амбициозные задачи выхода в финал Единой лиги ВТБ и победы в Еврокубке, но «железнодорожники» остановились на стадии 1/4 финала Еврокубка и полуфинала Единой лиги ВТБ. По итогам сезона «Локомотив-Кубань» воспользовался опцией и расторг контракт с Базаревичем.
В декабре 2015 года стал главным тренером итальянского «Канту», владельцем которого в ноябре того же года стал россиянин Дмитрий Герасименко.
В январе 2016 года был утверждён на пост главного тренера мужской сборной России. Был уволен после того как национальная команда не смогла выйти на Олимпийские игры в Токио.

## Достижения
- Чемпион Европы среди юниоров 1984
- Серебряный призёр ЧМ-90 и ЧМ-94
- Серебряный призёр ЧЕ-93
- Чемпион СССР 1983, 1984, 1988
- Серебряный призёр чемпионата СССР 1985, 1986, 1990, бронзовый призёр — 1992
- Чемпион Универсиады 1985
- Чемпион России 1997, 1998

## Статистика

### Статистика в НБА
| Сезон                                                                                    | Команда | Регулярный сезон | Регулярный сезон | Регулярный сезон | Регулярный сезон | Регулярный сезон | Регулярный сезон | Регулярный сезон | Регулярный сезон | Регулярный сезон | Регулярный сезон | Регулярный сезон | Серия плей-офф | Серия плей-офф | Серия плей-офф | Серия плей-офф | Серия плей-офф | Серия плей-офф | Серия плей-офф | Серия плей-офф | Серия плей-офф | Серия плей-офф | Серия плей-офф |
| Сезон                                                                                    | Команда | GP               | GS               | MPG              | FG%              | 3P%              | FT%              | RPG              | APG              | SPG              | BPG              | PPG              | GP             | GS             | MPG            | FG%            | 3P%            | FT%            | RPG            | APG            | SPG            | BPG            | PPG            |
| ---------------------------------------------------------------------------------------- | ------- | ---------------- | ---------------- | ---------------- | ---------------- | ---------------- | ---------------- | ---------------- | ---------------- | ---------------- | ---------------- | ---------------- | -------------- | -------------- | -------------- | -------------- | -------------- | -------------- | -------------- | -------------- | -------------- | -------------- | -------------- |
| 1994/95                                                                                  | Атланта | 10               | 0                | 7,4              | 50,0             | 16,7             | 77,8             | 0,7              | 1,4              | 0,1              | 0,1              | 3,0              | Не участвовал  | Не участвовал  | Не участвовал  | Не участвовал  | Не участвовал  | Не участвовал  | Не участвовал  | Не участвовал  | Не участвовал  | Не участвовал  | Не участвовал  |
|                                                                                          | Всего   | 10               | 0                | 7,4              | 50,0             | 16,7             | 77,8             | 0,7              | 1,4              | 0,1              | 0,1              | 3,0              | Не участвовал  | Не участвовал  | Не участвовал  | Не участвовал  | Не участвовал  | Не участвовал  | Не участвовал  | Не участвовал  | Не участвовал  | Не участвовал  | Не участвовал  |
| Наведите курсор мыши на аббревиатуры в заголовке таблицы, чтобы прочесть их расшифровку. |         |                  |                  |                  |                  |                  |                  |                  |                  |                  |                  |                  |                |                |                |                |                |                |                |                |                |                |                |